# Contessa (serie televisiva)
Contessa è una serie televisiva filippina trasmessa su GMA Network dal 19 marzo 2018 al 8 settembre 2018.